# آرامگاه نظامی گنجوی
مقبره نظامی (ترکی آذربایجانی: Nizami məqbərəsi) که به احترام شاعر فارسی‌زبان قرن دوازدهم نظامی گنجوی ساخته شده است. این مقبره خارج از شهر گنجه، آذربایجان واقع شده است. این مقبره ابتدا به سال ۱۹۴۷ به جای یک بنای قدیمی تخریب شده ساخته شد و در سال ۱۹۹۱ به شکل فعلی آن بازسازی شد.

## تاریخ
مقبره نظامی قرن ها مکان زیارت مریدان وی بوده است. به گفته واسیلی بارتولد، تاریخ‌نگار، مقبره نخستین بار به سال ۱۶۰۶ در وقایع‌نگارهای تاریخی ذکر شده است. اسکندر بیگ، منشی دربار صفوی، گزارش می‌دهد که در اواخر فوریه ۱۶۰۶، شاه عباس اول به گنجه رسیده و در نزدیکی مقبره شیخ نظامی، اردو زده است،  و در ۲۴ مارس نوروز را در این مکان جشن گرفته است.
در طول جنگ ایران و روسیه در سال ۱۸۲۶، نبرد سهمگینی بین نیروهای روس و ایرانی در نزدیکی مقبره نظامی رخ داد. نیروهای روسی به فرماندهی ژنرال ایوان پاسکویچ ارتش ایران را شکست داده و آن را مجبور به عقب نشینی کردند. فرستاده روسیه به ایران الكساندر گریبیدوف در خاطرات خود به گفتگو با نویسنده و مورخ عباسگلو باكیخانوف، اشاره ‌می‌کند و می‌نویسد که باکیخانوف در خلال این گفتگو یه وی گفته كه نبرد الیزابت‌پل در نزدیك مقبره نظامی به وقوع پیوسته است.

### تخریب
به گفته باکیخانوف، تا دهه ۱۸۴۰ مقبره نظامی کاملا تخریب شد و وزیر سابق خانات قره باغ، میرزا آدی گوزل بیگ آن را بازسازی کرد.
در سال ۱۸۷۳ شاه ایران ناصرالدین قاجار، در بازگشت از اولین سفر خود به اروپا، از نزدیکی مقبره نظامی رد شد. وی در خاطرات خود فاصله مقبره شیخ نظامی را از گنجه حدود نیم لیگ ذکر می‌کند و مقبره را "بنای آجری بسیار محقری" توصیف می‌کند.
با شروع قرن بیستم، مقبره تقریباً به‌طور کامل ویران شد. در سال ۱۹۲۵ آرامگاه این شاعر حفاری شد و باقیمانده قبر وی برای بازتدفین در مرکز گنجه نبش شد. با این حال، رهبری آذربایجان شوروی دستور داد تا جسد شاعر را در همان مکان تدفین نموده و بنای موقتی به عنوان آرامگاه بسازند. 
در سال ۱۹۴۰ و هنگام ساخت مقبره‌ای  جدید، بررسی‌های باستان‌شناسی منجر به کشف بقایای قبرهای قدیمی و متعلق به قرن سیزدهم میلادی در اعماق زمین شد. در حالی که آثار باقیمانده روی زمین متعلق به بازسازی‌های قرن نوزدهم بود.

### بازسازی
در سال ۱۹۴۷، مقبره‌ی جدیدی از جنس سنگ آهک ساخته شد. بعدها در نزدیکی مقبره، کارخانه تولید آلومینیوم توسط دولت شوروی برپا کرد. دفع مواد زائد خطرناک از کارخانه باعث آسیب به مقبره شد و منجر به تخریب آن تا اواخر دهه ۱۹۸۰ گشت.
پس از سقوط اتحاد جماهیر شوروی در سال ۱۹۹۱، این مقبره به شکل امروزی خود بازسازی شد.

## سازه

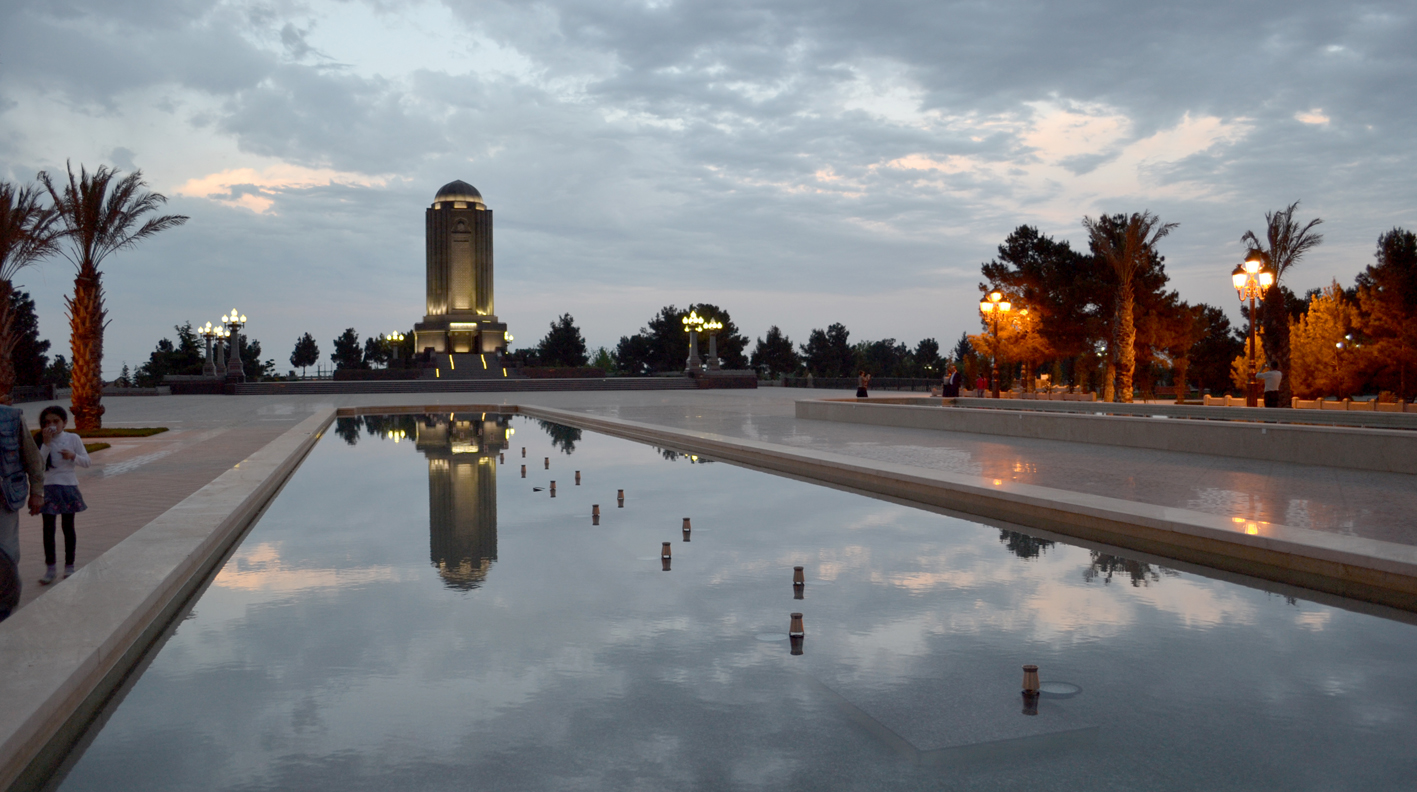
آرامگاه گنجوی

این سازه به شکل استوانه‌ی بلندی است، که توسط باغچه‌هایی احاطه شده است. در یک طرف مقبره، مجسمه های فلزی کار گذاشته شده است که یادآور اشعار حماسی نظامی می‌باشند. مقبره از بلوک گرانیت سخت که از اوکراین خریداری شده، ساخته شده است. معماری سازه به عهده‌ی فرمان امام قی‌اف معمار بوده است. مجسمه‌ها توسط گورخماز سودادالدینوف ساخته شده اند. 

## تخریب اشعار فارسی
در دهه نود خورشیدی، پس از تصمیم دولت آذربایجان اشعار گنجوی در آرامگاه او که همگی به زبان فارسی هستند، تخریب و پاک شدند. به گفته خلیل یوسفلی، مدیر مرکز نظامی گنجوی در آکادمی ملی علوم آذربایجان، این کاشیکاری‌های فارسی که از روی اشعار نظامی ساخته شده بودند، در سال ۱۹۹۷ در مقبره وی جای گرفتند و اکنون ترجمه ترکی آذربایجانی این اشعار جایگزین خواهد شد.  این اتفاق باعث اعتراض جمهوری اسلامی ایران به یونسکو شد.